# Aladji Barrie
Aladji Barrie (* 29. November 1995 in Midden-Drenthe) ist ein niederländischer Fußballspieler, welcher auf der Position des Mittelstürmers agiert und derzeit bei Altona 93 unter Vertrag steht.

## Karriere

### Anfänge in den Niederlanden
In seiner Jugend spielte er bis Sommer 2013 dann bei der JFV Norden und wechselte danach in die U19 des FC Emmen. Von dort aus ging es für ihn dann zur Saison 2014/15 in die erste Mannschaft. Abseits des Pokals erhielt er aber sogar vorher seinen einzigen Einsatz als Profispieler. Am 25. April 2014, bei einem 1:1 gegen Fortuna Sittard am 38. Spieltag, wurde er in der 69. Minute für Leandro Resida eingewechselt. In den folgenden Saison stand er zwar mehrfach im Kader, bekam aber keinen weiteren Einsatz.

### Wechsel nach Deutschland
Zur nächsten Saison verließ er dann die Niederlande und schloss sich dem BV Cloppenburg an, welcher zu dieser Zeit in der Regionalliga Nord spielte. Dort blieb er allerdings nur ein halbes Jahr und schloss sich im Januar 2016 dem VfL Germania Leer, für den er in der Landesliga Weser-Ems antrat an. Ende August ging es für dann allerdings weiter zum VfR Neumünster in die Oberliga von Schleswig-Holstein. Ein Jahr später ging es dann weiter zum TB Uphusen, für den er allerdings zu keinem einzigen Einsatz kam. Somit wechselte er auch im Januar 2018 direkt wieder zurück nach Neumünster, bei welchem er noch für den Rest der Saison blieb. Danach wechselte er weiter zum Ligakonkurrenten Inter Türkspor Kiel. Für den er bis zum Januar 2019 aktiv war.
Für den Rest der weiteren Saison wechselte er dann zum SV Atlas Delmenhorst, wo er diesmal auch Einsätze in der Oberliga Niedersachsen bekam. Zur Saison 2019/20 wechselte er weiter innerhalb der Liga zurück zum TB Uphusen, für die er diesmal auch Einsätze bekommen sollte und bis zum Januar 2020 aktiv war. Zur Rückrunde wechselte er dann in die Bremen-Liga zum BSC Hastedt. Für welchen er aufgrund der abgebrochenen Saison bedingt durch die COVID-19-Pandemie nur zu drei Einsätzen mit aber immerhin zwei Torerfolgen kam.
Zur Saison 2020/21 wechselte er dann nach Hamburg zu Altona 93 in die Regionalliga Nord.